# Jama (woreda)
Pour les articles homonymes, voir Jama.
Jama est l’un des 105 woredas de la région Amhara, en Éthiopie.